# Vernouillet (Yvelines)
Vernouillet ist eine französische Gemeinde mit 9953 Einwohnern (Stand 1. Januar 2022) im Département Yvelines in der Region Île-de-France. Die Gemeinde liegt etwa 13 Kilometer nordwestlich von Saint-Germain-en-Laye.

## Infrastruktur
Der Bahnhof Vernouillet-Verneuil liegt auf dem Gebiet der Nachbargemeinde Verneuil-sur-Seine an der Bahnstrecke Paris–Le Havre und wird von Transilien-Regionalzügen bedient.

## Sehenswürdigkeiten
Siehe: Liste der Monuments historiques in Vernouillet (Yvelines)

## Städtepartnerschaften
- Hainburg, Deutschland, seit 1972
- Alberndorf im Pulkautal, Österreich, seit 1972
- Trumau, Österreich, seit 1977
- Yarm, Großbritannien, seit 1985

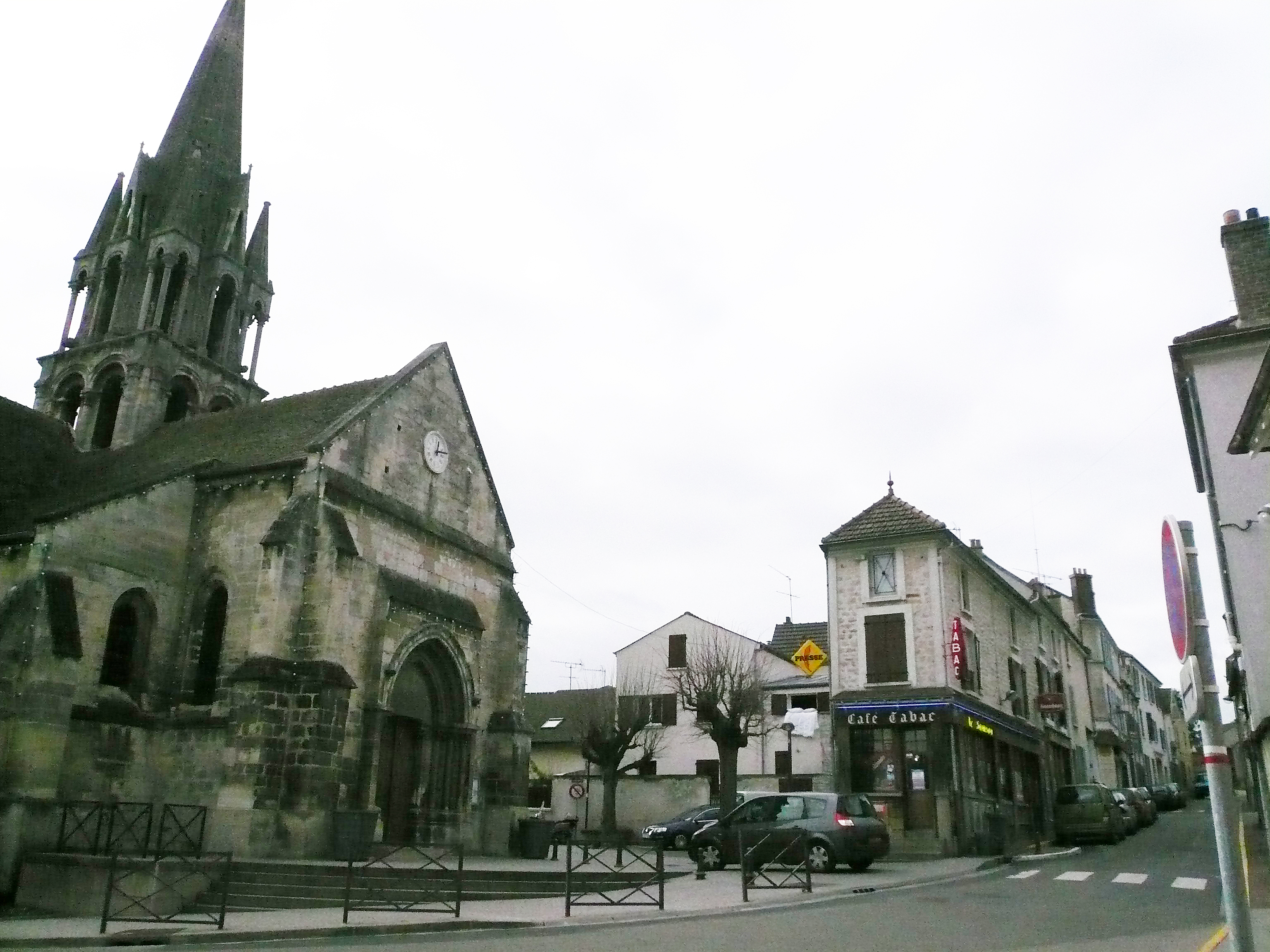
Zentrum der Altstadt
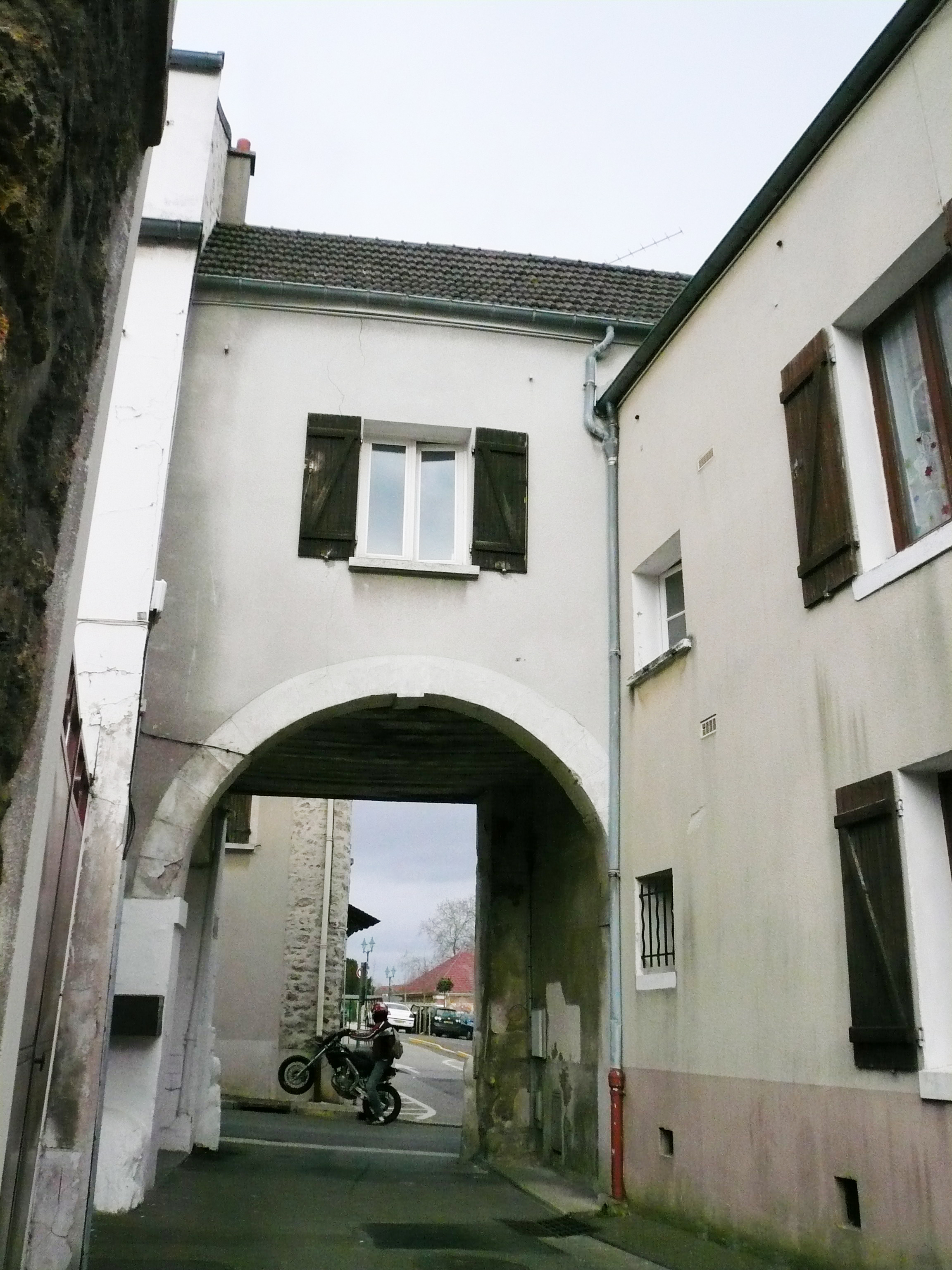
Rue du Presbytère in der Altstadt
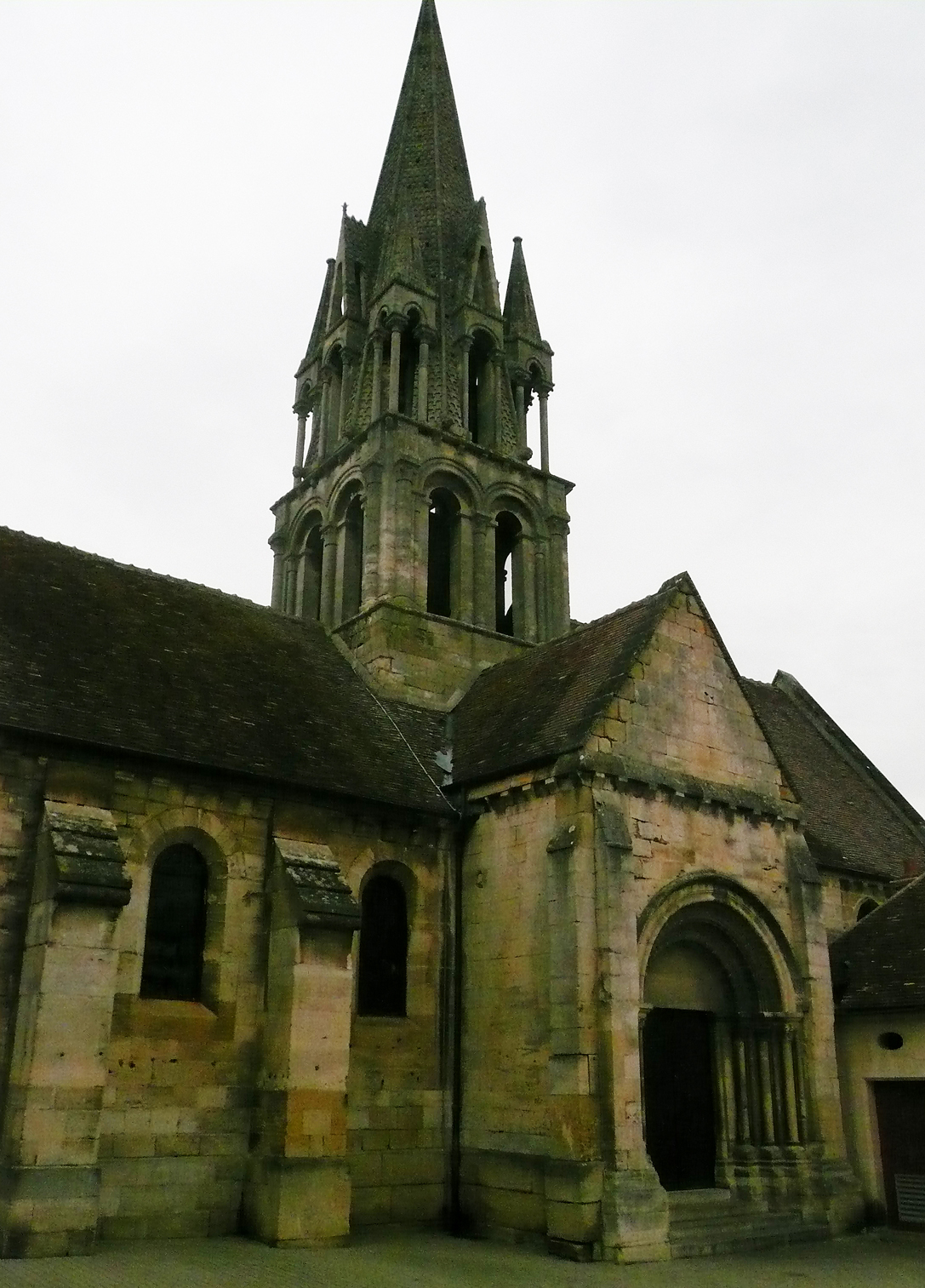
Kirche Saint-Étienne im Stadtzentrum